# 布斯多夫
布斯多夫（德語：Busdorf）是德国石勒苏益格－荷尔斯泰因州石勒苏益格-弗伦斯堡县的一个市镇。总面积5.35平方公里，总人口2018人，其中男性1013人，女性1005人（2011年12月31日），人口密度377人/平方公里。